# Straubenhardt
Straubenhardt – miejscowość i gmina w Niemczech, w kraju związkowym Badenia-Wirtembergia, w rejencji Karlsruhe, w regionie Nordschwarzwald, w powiecie Enz, wchodzi w skład związku gmin Neulingen. Leży w północnym Schwarzwaldzie, ok. 15 km na zachód od Pforzheim.